# 団塚栄喜
団塚 栄喜（だんづか えいき、1963年 - ）は、日本の風景司。大分県佐伯市大入島生まれ。
コンテンポラリーアートをバックボーンとした独創的な ランドスケープクリエイター。
1963年大分県生まれ。桑沢デザイン研究所卒業後、モノ派を代表する現代美術家・関根伸夫に師事。1999年にEARTHSCAPE設立。「EARTHSCAPE（アースケイプ）」とは、宇宙から見た丸くて青い地球の姿。この言葉を自身の事務所名にしている団塚栄喜は、制作活動そのものが地球に還る持続可能なプロセスを重要視し、自らを〈風景司〉と名乗る。人と自然との関係性を創りだす事象をデザインと捉え、体験の媒体となるデザインワークを行う。環境彫刻から環境そのものへ創作範囲を広げ、現在はまちづくりをはじめとし、国内外の大型施設のランドスケープデザインを数多く手がける。
「EARTHSCAPE」代表。多摩美術大学客員教授。東京藝術大学非常勤講師

## 略歴
- 桑沢デザイン研究所卒業後、関根伸夫の環境美術研究所へ。
- 1963年（昭和38年） - 大分県佐伯市大入島に生まれる
- 1990年（平成2年） - 横浜彫刻展入選
- 1992年（平成4年） - ORC200彫刻コンクール入賞
- 大阪市総合医療センターアートコンペ入賞
- 1993年（平成5年） - 青森彫刻展入選
- 1994年（平成6年） - 大阪市都市環境アメニティー表彰
- 1995年（平成7年） - 富士芸術文化ホールアートコンペ最優秀賞
- 大分アジア彫刻展コンクール入選
- KAJIMA彫刻コンクール入選
- 1996年（平成8年） - 足立区野外コンクール入選
- 横浜彫刻展 横浜美術館長賞
- 1997年（平成9年） - 奏野市水と緑の彫刻展入選
- 1998年（平成10年） - 大阪産業創造館アートコンペ最優秀賞
- 1999年（平成11年） - 有限会社アースケイプ設立
- 2002年（平成14年） - デザインレーベル　chromo/formo結成
- 2010年（平成22年） - 千葉大学 園芸学部 緑地・環境学科 特別講師
- 2011年（平成23年） - 桑沢デザイン研究所スペースデザイン専攻 特別講師
- 2012年（平成24年） - 多摩美術大学美術学部 環境デザイン学科特別講師
- 2012年（平成24年） - 東京芸術大学美術学部 デザイン科 非常勤講師
- 2014年（平成26年） - 多摩美術大学美術学部 環境デザイン学科 非常勤講師
- 2015年（平成27年） - 多摩美術大学美術学部 環境デザイン学科 客員教授

## 作品
| 名称                                        | 年   |                                                          | 所在地                   | 国         | 備考 |
| ------------------------------------------- | ---- | -------------------------------------------------------- | ------------------------ | ---------- | --- |
| 佐伯市平和公園                              | 2000 | ランドスケープデザイン・アートワーク                     | 大分県佐伯市             | 日本       | |
| シネプレックス小倉                          | 2000 | アートワーク                                             | 福岡県北九州市           | 日本       | SDA賞 |
| 晴海トリトンスクエア                        | 2000 | ランドスケープデザイン                                   | 東京都中央区             | 日本       | 都市景観大賞受賞 BCS賞受賞 日本都市計画学会賞受賞 日本造園学会賞受賞 |
| 品川駅東口再開発地区                        | 2001 | フォリーデザイン                                         | 東京都品川区             | 日本       | グッドデザイン賞受賞 |
| 国立看護大学校                              | 2001 | ファニチャーアート                                       | 東京都清瀬市             | 日本       | |
| 大田区文化活動支援施設                      | 2001 | アートワーク                                             | 東京都大田区             | 日本       | |
| 大泉学園駅前地区再開発                      | 2002 | アートワーク                                             | 東京都練馬区             | 日本       | |
| NTT DoCoMo YRP                              | 2002 | ウォールデザイン                                         | 神奈川県横須賀市         | 日本       | |
| 丸の内ビルディング                          | 2002 | アートワーク                                             | 東京都千代田区           | 日本       | |
| ホギメディカル本社ビル                      | 2002 | アートワーク                                             | 東京都港区               | 日本       | |
| 釧路市斎場                                  | 2002 | モニュメント                                             | 北海道釧路市             | 日本       | |
| 神奈川県立保健福祉大学                      | 2003 | アートワーク                                             | 神奈川県横須賀市         | 日本       | アートコンペ最優秀賞 グッドデザイン賞受賞 |
| 福岡県立大学看護学部                        | 2003 | アートワーク                                             | 福岡県田川市             | 日本       | |
| M市総合庁舎                                 | 2003 | ランドスケープデザイン                                   | 神奈川県M市              | 日本       | |
| (仮称)イスラマバードセントラルパーク        | 2003 | 基本構想                                                 | パキスタンパンジャーブ州 | パキスタン | |
| 台湾雲林県斗六総合運動公園                  | 2003 | ランドスケープデザイン                                   | 台湾雲林県               | 台湾       | |
| パークスクエア三ッ沢公園                    | 2003 | ランドスケープデザイン                                   | 神奈川県横浜市           | 日本       | |
| 国立療養所東京病院                          | 2003 | アートワーク                                             | 東京都清瀬市             | 日本       | |
| 天神岩田屋新本店                            | 2004 | アートワーク                                             | 福岡市中央区             | 日本       | |
| みなとみらいビジネスパーク                  | 2004 | アートワーク                                             | 神奈川県横浜市           | 日本       | |
| 福岡市天神2丁目新都心ビル                   | 2004 | アートワーク/ランドスケープデザイン                      | 福岡県福岡市             | 日本       | |
| 丸の内オアゾ北口ビルディング                | 2004 | ランドスケープデザイン                                   | 東京都千代田区           | 日本       | |
| 原町市民文化ホール                          | 2004 | アートワーク                                             | 福島県南相馬市           | 日本       | AACA奨励賞受賞 BCS賞受賞 |
| 府中市グランタワー府中 ラ・アヴェニュー     | 2005 | アートワーク                                             | 東京都府中市             | 日本       | |
| 明治大学 和泉校舎情報コミュニケーション学部 | 2005 | アートワーク                                             | 東京都杉並区             | 日本       | |
| 静岡県函南町役場新庁舎                      | 2005 | アートワーク                                             | 静岡県田方郡函南町       | 日本       | |
| 函南町役場                                  | 2005 | 広場デザイン                                             | 静岡県田方郡函南町       | 日本       | |
| 銀座三井ビルディング                        | 2005 | ランドスケープデザイン                                   | 東京都中央区             | 日本       | |
| ザ・ハウス住吉本町                          | 2005 | アートワーク                                             | 兵庫県神戸市             | 日本       | グッドデザイン賞受賞 |
| あしなが心塾レインボーハウス                | 2006 | アートワーク                                             | 東京都日野市             | 日本       | |
| プラウド住吉本町                            | 2006 | アートワーク                                             | 兵庫県神戸市             | 日本       | |
| 住吉本町レジデンス                          | 2006 | アートワーク                                             | 兵庫県神戸市             | 日本       | |
| 防府市 ルルサス防府                         | 2006 | ランドスケープデザイン                                   | 山口県防府市             | 日本       | |
| アーバンドックららぽーと豊洲                | 2006 | ランドスケープデザイン                                   | 東京都江東区             | 日本       | グッドデザイン賞受賞 |
| ラゾーナ川崎プラザ                          | 2006 | ランドスケープデザイン                                   | 神奈川県川崎市           | 日本       | グッドデザイン賞受賞 |
| 中央合同庁舎第7号館                         | 2007 | アートワーク                                             | 東京都千代田区           | 日本       | |
| 那須コナミ本社                              | 2007 | アートワーク                                             | 栃木県那須塩原市         | 日本       | |
| 新仙台市天文台                              | 2007 | 望遠鏡デザイン                                           | 宮城県仙台市             | 日本       | |
| パークシティ豊洲                            | 2008 | ランドスケープデザイン                                   | 東京都江東区             | 日本       | |
| 三井アウトレットパーク入間                  | 2008 | ランドスケープデザイン                                   | 埼玉県入間市             | 日本       | |
| 福岡銀行新本部ビル                          | 2008 | ランドスケープデザイン                                   | 福岡県福岡市             | 日本       | |
| 横浜STビルディング                          | 2008 | ランドスケープデザイン                                   | 神奈川県横浜市           | 日本       | |
| サンクタス八千代緑が丘マンション            | 2008 | ランドスケープデザイン                                   | 千葉県八千代市           | 日本       | |
| ブリリア小松川小松川公園                    | 2008 | ランドスケープデザイン                                   | 東京都江戸川区           | 日本       | |
| 千葉センタラルタワーマンション              | 2008 | アートワーク                                             | 千葉県千葉市             | 日本       | |
| 飯田橋プラウドタワー千代田富士見            | 2008 | ランドスケープデザイン                                   | 東京都千代田区           | 日本       | |
| 上大岡マンション                            | 2008 | ランドスケープデザイン等                                 | 神奈川県横浜市           | 日本       | |
| 大分空港バゲージクレーム                    | 2009 | リニューアルデザイン                                     | 大分県国東市             | 日本       | グッドデザイン賞受賞 |
| 前橋市斎場                                  | 2009 | アートワーク                                             | 群馬県前橋市             | 日本       | |
| ファインコート芝久保                        | 2009 | ランドスケープデザイン                                   | 東京都西東京市           | 日本       | |
| TOCみなとみらい                             | 2009 | ランドスケープデザイン                                   | 神奈川県横浜市           | 日本       | |
| 札幌創成川造成事業                          | 2009 | アートワーク                                             | 北海道札幌市             | 日本       | |
| ザ・レジデンス豊中                          | 2009 | ランドスケープデザイン                                   | 大阪府豊中市             | 日本       | |
| プラウド川名山                              | 2009 | ランドスケープデザイン                                   | 愛知県名古屋市           | 日本       | |
| 麻布十番温泉跡地プロジェクト                | 2010 | ランドスケープデザイン                                   | 東京都港区               | 日本       | |
| 金沢地家簡裁庁舎                            | 2010 | ランドスケープデザイン                                   | 石川県金沢市             | 日本       | |
| 渋谷鶯谷マンション                          | 2010 | ランドスケープデザイン                                   | 東京都渋谷区             | 日本       | |
| 渋谷区文化総合センター大和田                | 2010 | サイン計画                                               | 東京都渋谷区             | 日本       | |
| 清瀬市市民ホール                            | 2010 | ランドスケープデザイン                                   | 東京都清瀬市             | 日本       | |
| プラウド夙川名次町                          | 2010 | ランドスケープデザイン                                   | 兵庫県西宮市             | 日本       | |
| 箱根仙石原リゾート                          | 2010 | ランドスケープデザイン                                   | 神奈川県足柄下郡箱根町   | 日本       | |
| JR東海三島研修センター                      | 2010 | ランドスケープデザイン                                   | 静岡県三島市             | 日本       | |
| 佐伯市中心市街地活性化プロジェクト          | 2010 | 都市計画                                                 | 大分県佐伯市             | 日本       | |
| テオ・ヤンセン展                            | 2011 | 総合演出・会場構成                                       |                          | 日本       | 英国D&AD Award受賞 |
| ラ・トゥール代官山                          | 2011 | ランドスケープデザイン                                   | 東京都渋谷区             | 日本       | グッドデザイン賞受賞 |
| 威海大操場                                  | 2012 | ランドスケープデザイン                                   | 中国山東省威海市         | 中国       | |
| 青島ロックシティー                          | 2012 | ランドスケープデザイン                                   | 中国山東省青島市         | 中国       | |
| プラウドタワー住吉                          | 2012 | ランドスケープデザイン                                   | 兵庫県神戸市             | 日本       | |
| プラウドタワー東雲キャナルコート            | 2012 | ランドスケープデザイン                                   | 東京都江東区             | 日本       | |
| ザ・神宮前レジデンス                        | 2012 | ランドスケープデザイン・アートワーク                     | 東京都渋谷区             | 日本       | |
| 中国広州邦華集団環球広場                    | 2013 | ランドスケープデザイン                                   | 中国広東省広州市         | 中国       | |
| プラウド夙川高塚町                          | 2013 | アートワーク                                             | 兵庫県西宮市             | 日本       | |
| コーシャハイム千歳烏山                      | 2014 | ランドスケープデザイン                                   | 東京都世田谷区           | 日本       | |
| ブリリアときわ台ソライエレジデンス          | 2014 | ランドスケープデザイン・アートワーク                     | 東京都板橋区             | 日本       | グッドデザイン賞受賞 |
| プラウド府中マークス                        | 2014 | ランドスケープ アートワーク                              | 東京都府中市             | 日本       | |
| ドレッセあざみ野ガーデンズ                  | 2014 | ランドスケープ                                           | 神奈川県横浜市           | 日本       | |
| ヒルコートテラス横浜汐見台                  | 2014 | アートワーク                                             | 神奈川県横浜市           | 日本       | グッドデザイン賞受賞 |
| パークタワー北浜                            | 2014 | アートワーク                                             | 大阪府大阪市             | 日本       | |
| プラウドタワー白金台                        | 2014 | ランドスケープデザイン・インテリアデザイン・アートワーク | 東京都港区               | 日本       | |
| クロスオフィス三田ビル                      | 2014 | アートワーク                                             | 東京都港区               | 日本       | |
| 武漢群星城                                  | 2014 | ランドスケープデザイン                                   | 中国湖北省武漢市         | 中国       | 湖北地産ファションランキング受賞 中国ベスト商業施設アイデア賞ノミネート 中国商業新ランドマーク金湖北ベストシティ総合施設賞受賞 湖北ベストシティー総合体商業新ランドマーク賞受賞 |
| 札幌市北3条広場                             | 2014 | ランドスケープデザイン                                   | 北海道札幌市             | 日本       | グッドデザイン賞受賞 BCS賞受賞 土木学会デザイン賞受賞 都市景観大賞受賞 |
| 台北市立大学                                | 2014 | アートワーク                                             | 台湾台北市               | 台湾       | |
| 東邦大学医学部                              | 2014 | アートワーク                                             | 東京都大田区             | 日本       | |
| 西武池袋本店9階屋上 食と緑の空中庭園        | 2015 | ランドスケープデザイン                                   | 東京都豊島区             | 日本       | |
| 時代天街                                    | 2015 | ランドスケープデザイン                                   | 中国重慶市               | 中国       | |
| 番町の庭                                    | 2015 | ランドスケープデザイン                                   | 東京都千代田区           | 日本       | |
| KARESANSUI PARK                             | 2016 | ランドスケープデザイン                                   | 東京都品川区             | 日本       | |
| グローリー株式会社本社広場                  | 2016 | ランドスケープデザイン                                   | 兵庫県姫路市             | 日本       | |
| PROJECT LNES                                | 2016 | 展示ブースデザイン                                       |                          | 日本       | |
| 大分空港送迎デッキ                          | 2016 | ランドスケープデザイン                                   | 大分県国東市             | 日本       | |
| 箱根・芦ノ湖 はなをり                       | 2017 | ランドスケープデザイン                                   | 神奈川県足柄下郡箱根町   | 日本       | |
| プラウドシティ宮崎台                        | 2017 | ランドスケープデザイン アートワーク                      | 神奈川県川崎市           | 日本       | |
| 三井アウトレットパーク台中港                | 2018 | ランドスケープデザイン                                   | 台湾台中市               | 台湾       | |
| TIANJIN RESIDENCE                           | 2020 | ランドスケープデザイン                                   | 中国天津市河西区         | 中国       | |
| L'Assiette                                  | 2020 | ランドスケープデザイン                                   | 金沢市森本町             | 日本       | ミシュラングリーンスター獲得 |
| SIX WAKE ROPPONGI                           | 2020 | ランドスケープデザイン                                   | 東京都]港区              | 日本       | |
| MIYASHITA PARK                              | 2020 | トータルデザイン                                         | 東京都渋谷区             | 日本       | |
| アーバンドックららぽーと豊洲                | 2021 | ファサードデザイン                                       | 東京都江東区             | 日本       | |
| 箱根・強羅 佳ら久                           | 2021 | ランドスケープデザイン                                   | 神奈川県箱根町           | 日本       | |

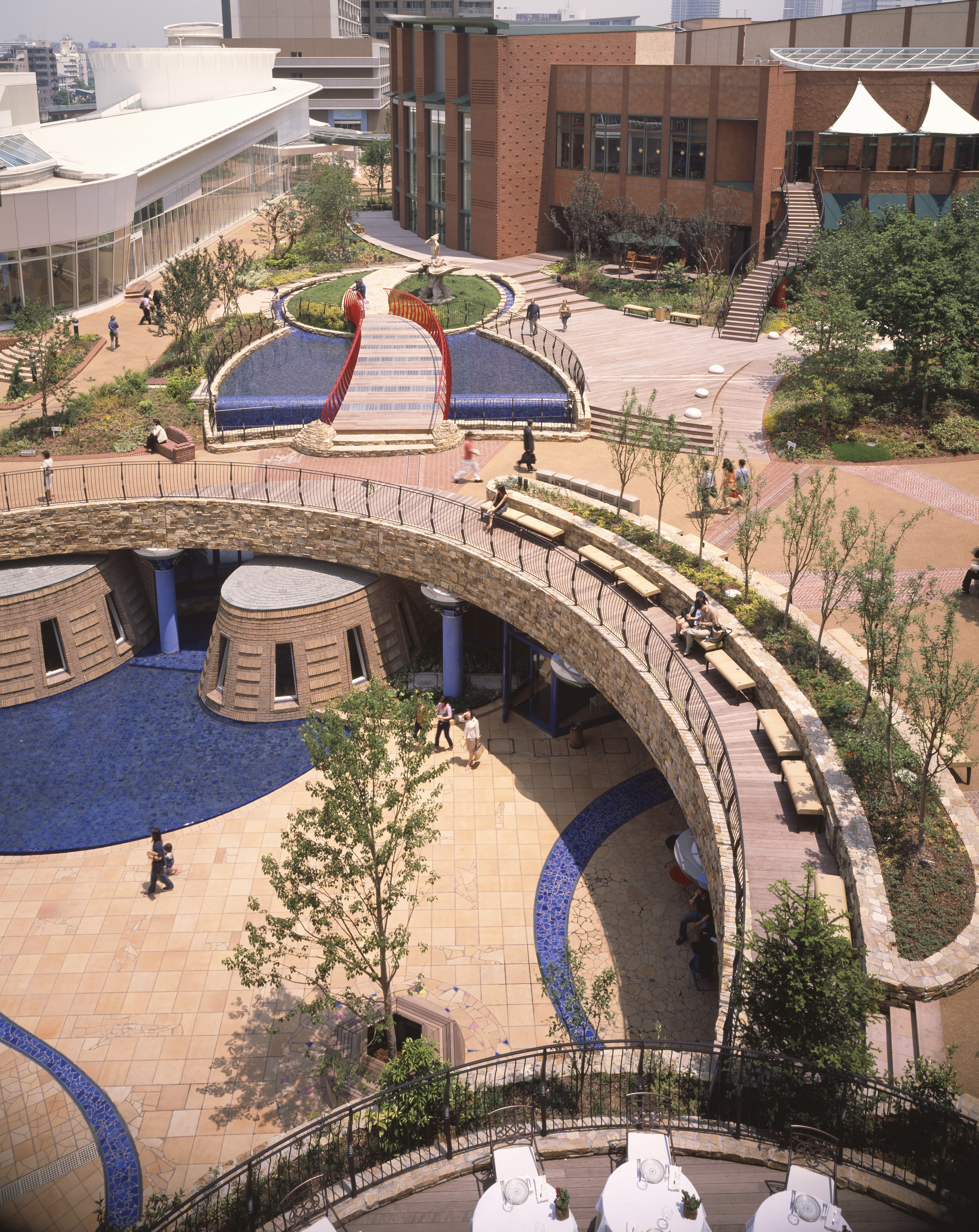
晴海トリトンスクエア(2001)
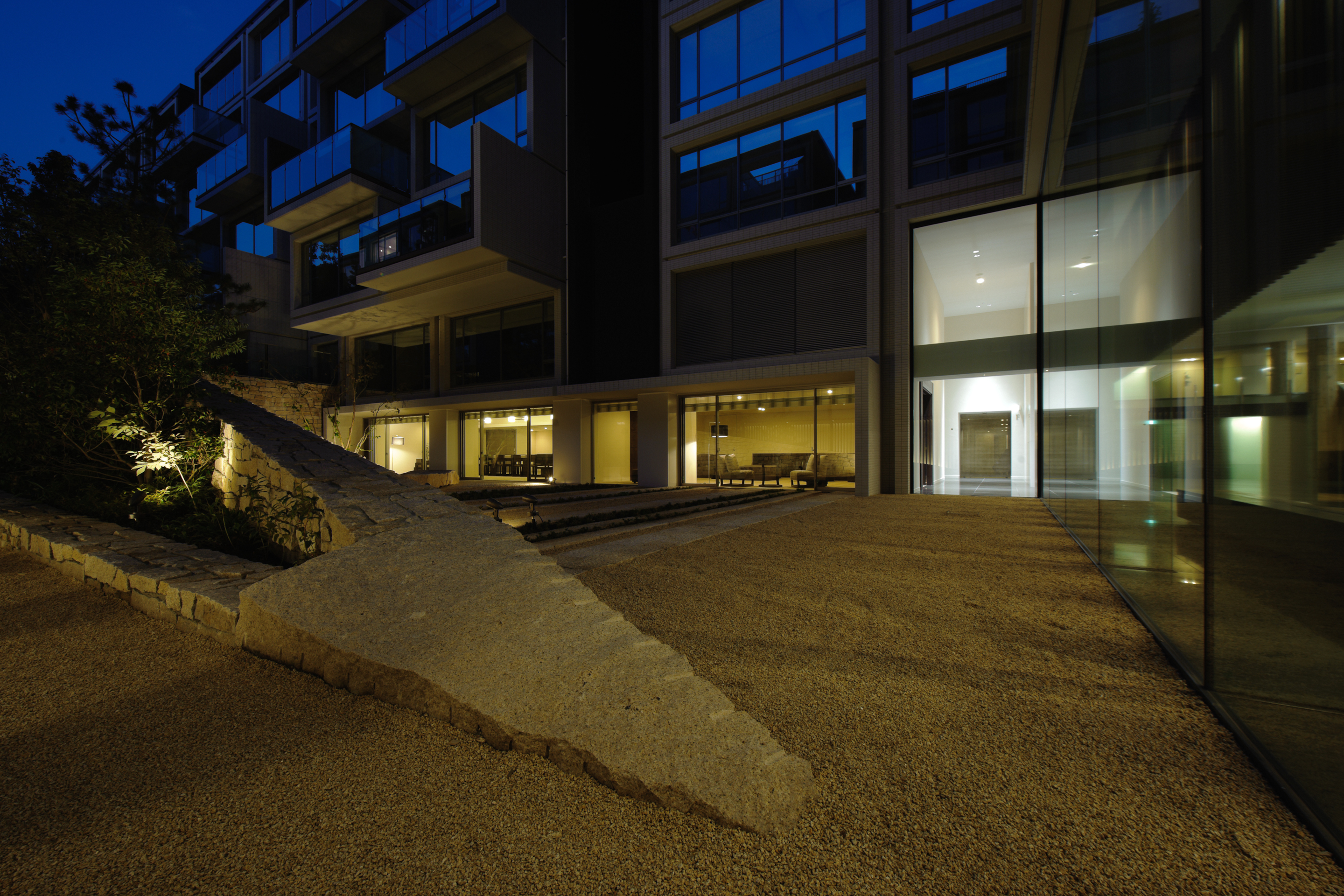
ラトゥール代官山(2010)

### Medical Herbman Cafe Project (MHCP)とプレイグラウンド活動
| 名称                                           | 年   | 場所               | 備考                                                  |
| ---------------------------------------------- | ---- | ------------------ | ----------------------------------------------------- |
| プレイグランド制作 in パキスタン               | 2002 | パキスタン         |                                                       |
| プレイグランド制作 in カトマンズ               | 2003 | ネパールカトマンズ |                                                       |
| プレイグランド制作 in タイ王国                 | 2005 | タイ               |                                                       |
| MHCP@大地の芸術祭 越後妻有アートトリエンナーレ | 2009 | 日本新潟県十日町市 | 米国 Green Good Design Award受賞 グッドデザイン賞受賞 |
| MHCP@大分県佐伯市                              | 2009 | 日本大分県佐伯市   |                                                       |
| MHCP@大分県別府市 ハーブサミット               | 2009 | 日本大分県別府市   |                                                       |
| MHCP@ワタリウム美術館                          | 2010 | 日本東京都渋谷区   |                                                       |
| MHCP@福岡                                      | 2012 | 日本福岡県福岡市   |                                                       |
| MHCP@群馬県前橋市                              | 2013 | 日本群馬県前橋市   |                                                       |
| MHCP@ART for SDGs 北九州未来創造芸術祭         | 2021 | 日本福岡県北九州市 |                                                       |

## テレビ出演
- 2006年　デザインの森（BSフジ放映）
- 2007年　情熱大陸（TBS放映）
- 2010年　おはよう日本（NHK放映）
- 2017年　DESIGN　TALKS　PLUS（NHK　WORLD放映)  - Physical Sensations
- 2020年　DESIGN　TALKS　PLUS（NHK　WORLD放映)  - Everyday Beauty  - Well-being
- 2020年　未来へのコンパス（KBC九州朝日放送）

## 著書
- 「〈風景司〉団塚栄喜作品集」、CCCメディアハウス 、初版 2021年（令和3年）、ISBN 4484212110